# Cadillac Evoq
Der Cadillac Evoq war ein Konzeptfahrzeug von der Cadillac-Division von General Motors und wurde formal auf der North American International Auto Show 1999 vorgestellt. In Serie wurden wesentliche Teile des Evoq im XLR verwirklicht. Das Projekt begann unter dem Generaldirektor John Smith. Der Evoq sollte das neue Markenimage von Cadillac zeigen und beeinflusste die späteren Serienmodelle, wie den CTS, den SRX oder den XLR. Der Wagen entstand 1998 bei Gaffoglio Family Metalcrafters Inc. in Kalifornien. Sein Motor war der erste aus der Northstar-Baureihe für Hinterradantrieb.
Der Wagen war 4282 mm lang, 1834 mm breit, 1247 mm hoch und hatte einen Radstand von 2756 mm.